# Mort pour la France

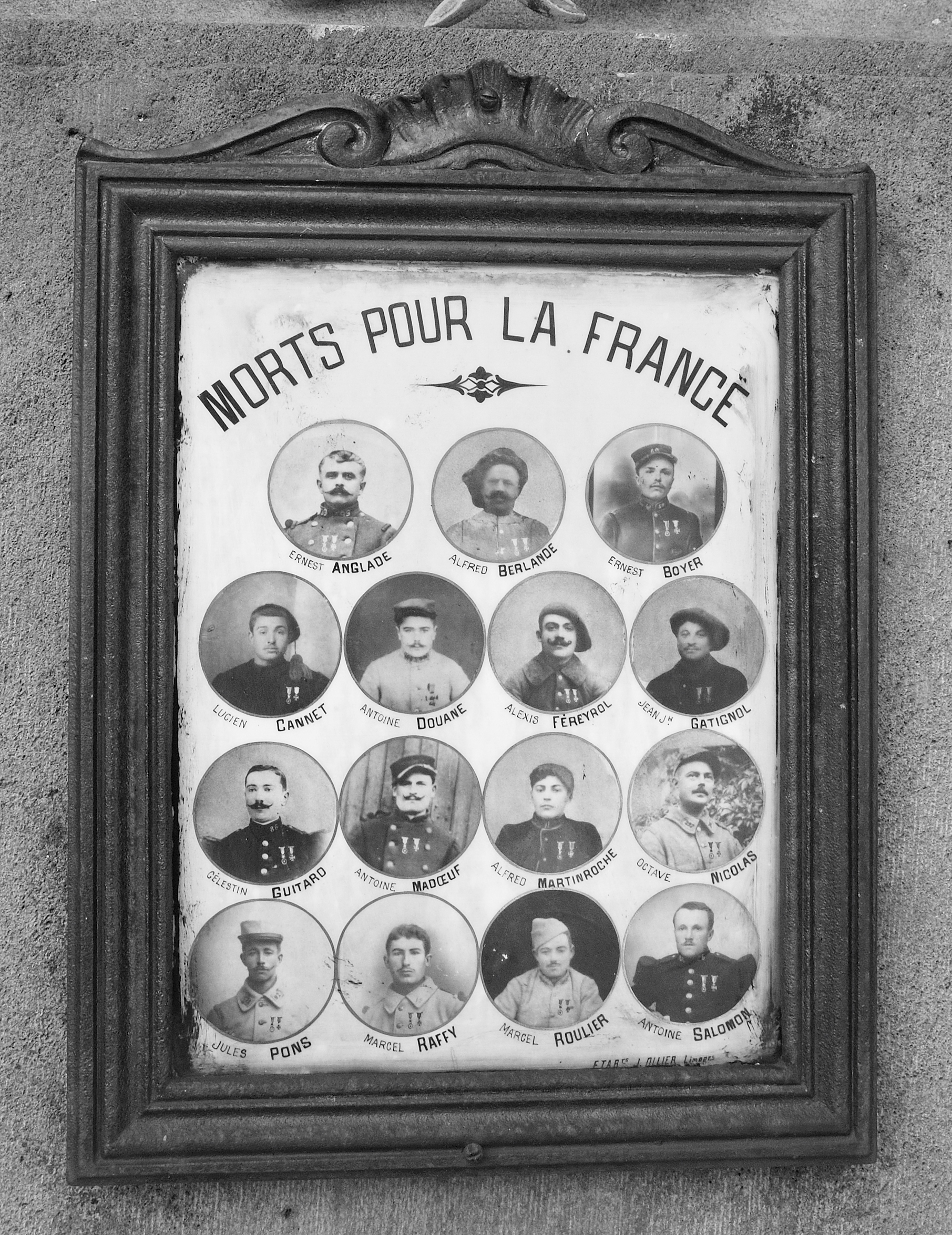
Lista poległych za Francję w latach I wojny światowej na cmentarzu w Montague-Le-Blanc (Puy-de-dom, Francja).

Mort pour la France (pol. poległy za Francję) – termin używany we francuskim systemie prawnym na określenie osób, które zginęły w służbie kraju. W wielu aktach prawnych z tego tytułu przysługują im bądź ich potomnym specjalne względy. Status poległego za Francję odnotowywany jest w dokumentach stanu cywilnego. Jego nadawanie reguluje prawo o rentach wojskowych i dla ofiar wojny (fr. Code des pensions militaires d’invalidité et des victimes de la guerre).
Zgodnie z intencją prawodawcy przywileje wynikające ze statusu poległego za ojczyznę mają stanowić moralne zadośćuczynienie, nagrodę i wyróżnienie dla „poległych na polu chwały”. Instytucję wprowadzono podczas I wojny światowej ustawą z 2 lipca 1915 roku, a następnie zmodyfikowano osobną ustawą z dnia 22 września 1922 roku.
Z tytułu przyznania statusu poległego za Francję przysługuje mu oraz jego rodzinie szereg przywilejów i praw, w tym także wydłużenie ochrony prawnoautorskiej do dzieł opublikowanych za życia o 30 lat względem ustawy obowiązującej pozostałych twórców. Wśród utworów objętych taką wydłużoną ochroną są prace m.in. takich artystów, jak Antoine de Saint-Exupéry, Irène Némirovsky czy Guillaume Apollinaire.

## Definicja

Pomnik pamięci poległych za Francję w latach I wojny światowej w Biarritz

Termin ten jest zdefiniowany w artykułach L.488 i L.492 (bis) Kodeksu emerytur i rent wojskowych (Code des pensions militaires d’invalidité et des victimes de guerre). Status przysługuje jedynie osobom, co do których dowiedziono, że ich śmierć była bezpośrednią konsekwencją służby dla Francji w czasie konfliktu zbrojnego. Obejmuje członków francuskich sił zbrojnych, którzy zginęli w walce, zmarli od ran lub chorób podczas służby wojskowej w czasie pierwszej i II wojny światowej, w wojnie koreańskiej, w Indochinach, Algierii, a także podczas walk w czasie odzyskiwania niepodległości przez Tunezję i Maroko. Obejmuje także ofiary cywilne tych konfliktów zbrojnych oraz ofiary walk w innych konfliktach po 1905 roku.
Z inicjatywą nadania statusu poległego za Francję może wystąpić zarówno instytucja bądź jednostka wojskowa, jak i rodzina poległego lub nawet dowolna osoba chcąca z pobudek moralnych występować w jego imieniu.

## Prawa wynikające z przyznania statusu Mort pour la France

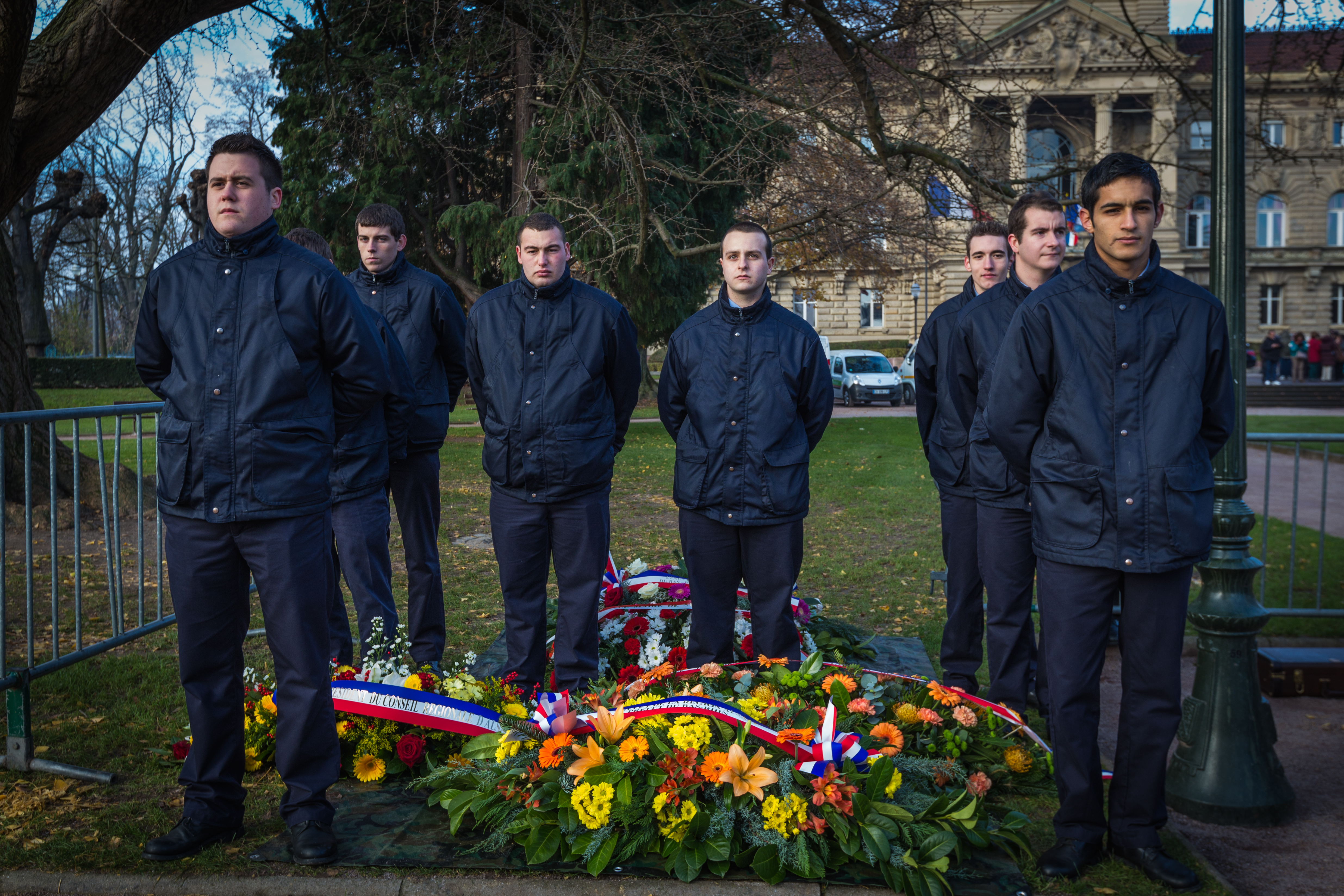
Warta honorowa młodzieży przy pomniku poległych za Francję w Strasburgu

Ustawa daje poległym za Francję m.in. prawo do indywidualnego pochówku na cmentarzu wojennym na koszt państwa (prawo nadane ustawą z dnia 29 grudnia 1915), wiecznego utrzymywania grobu, wpisania nazwiska poległego na pomnik poległych w jego rodzinnej miejscowości oraz tworzy związki wdów i sierot wojennych, którym przysługują specjalne renty. Sieroty po poległych uzyskują status Podopiecznych narodu (fr. pupille de la nation) i z tego tytułu także przysługują im świadczenia. Rodzinom zmarłych przysługuje także prawo do repatriacji ciała poległego i pochowania go z honorami wojskowymi na dowolnie wybranym cmentarzu na terenie Francji. Rodzinie (wstępnym, zstępnym 1. i 2. stopnia oraz wdowie) raz w roku przysługuje także prawo do refundacji kosztów związanych z wizytą na grobie poległego, oficjalnie w dokumentach nazywanych pielgrzymką (fr. pèlerinage).
Status Mort pour la France rozszerza także ochronę prawnoautorską dzieł poległych o dodatkowe 30 lat w stosunku do ochrony wynikającej z prawa obowiązującego w chwili ich śmierci.

## Okres ochrony praw autorskich

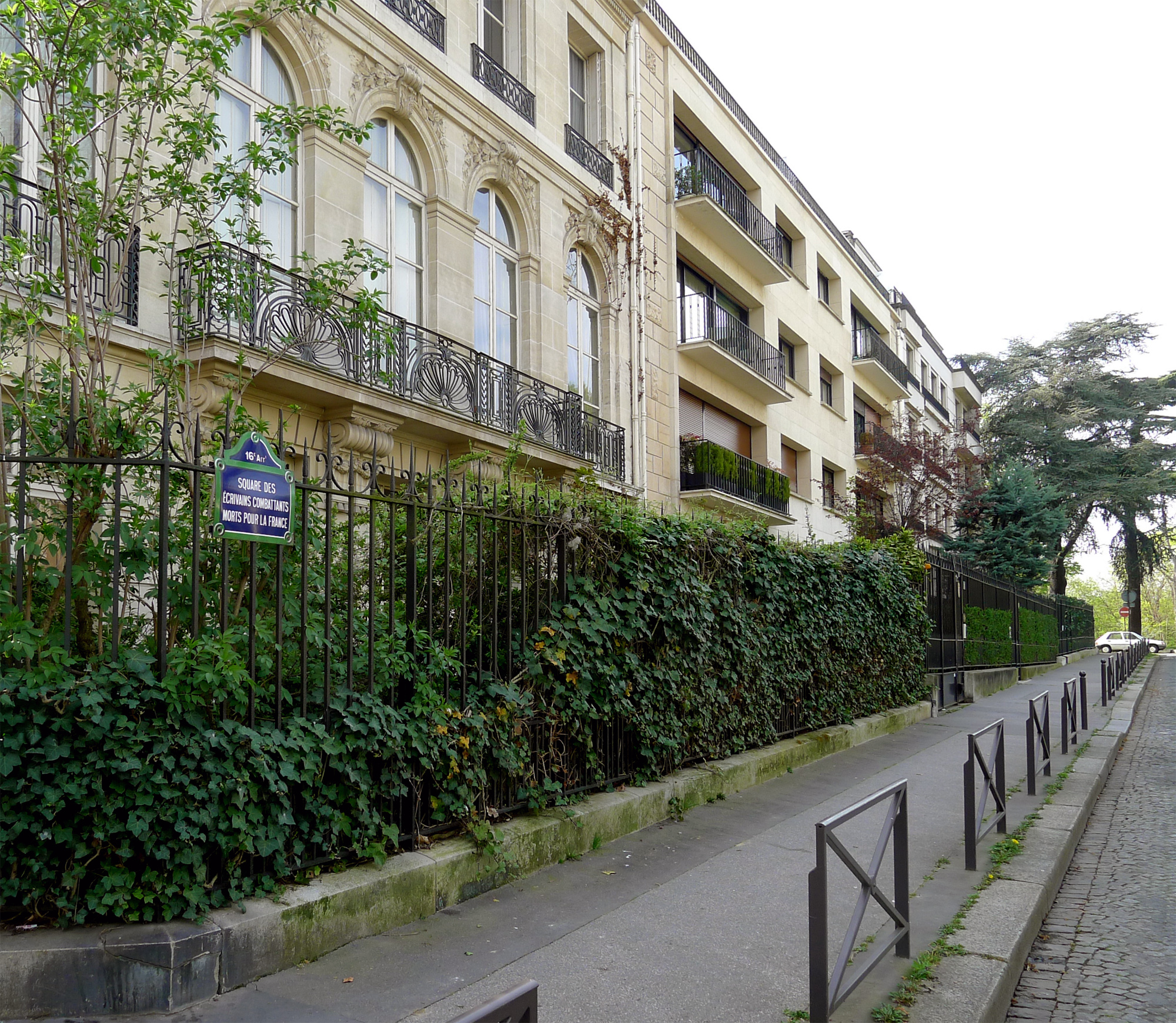
Paryski plac imienia pisarzy, którym przyznano status „morts pour la France”

We Francji, okres ochrony dzieł autorów, którzy zginęli za ojczyznę zwiększono o 30 lat w stosunku do ochrony prawnej wynikającej ze standardowego prawa autorskiego obowiązującego w chwili śmierci. Dodatkowo bieg ochrony prawnej dla utworów zaczyna się 1 stycznia następującego po dacie śmierci autora. Dla pisarzy i kompozytorów, którym przyznano status poległych za Francję okres ochrony prawnoautorskiej wynosi więc:
- 94 lata i 272 dni dla dzieł opublikowanych przed 1 stycznia 1921;
- 88 lat i 120 dni w przypadku utworów opublikowanych między 1 stycznia 1921 a 31 grudnia 1947, włącznie;
- 80 lat w przypadku dzieł opublikowanych po 31 grudnia 1947.

Stąd dzieła pierwszych autorów uznanych za poległych za ojczyznę w roku 1914 trafiły do domeny publicznej 1 października 2009. Przykładowo dzieła zmarłego w 1918 roku Guillaume Apollinaire’a weszły do domeny publicznej 29 września 2013, to jest 94 lata i 272 dni po 1 stycznia 1919. Z kolei dzieła Antoine de Saint-Exupéry’ego, którego uznano za zmarłego 31 lipca 1944, korzystać będą z ochrony prawnej jeszcze do 30 kwietnia 2033, to jest 88 lat i 120 dni od 1 stycznia 1945.

## Twórcy
Lista twórców, którym pośmiertnie przyznano status poległych za Francję:
Pisarze
- Alain-Fournier (1914)
- Jacques Arthuys (1943)
- Guillaume Apollinaire (1918)
- Victor Basch(inne języki) (1944)
- Pierre Brossolette (1944)
- Benjamin Crémieux (1944)
- Louis Codet (1914)
- Jacques Decour (1942)
- Jean Desbordes (1944)
- Robert Desnos (1945)
- Luc Dietrich (1944)
- Benjamin Fondane (1944)
- Maurice Halbwachs (1945)
- Max Jacob (1944)
- Régis Messac (1945)
- Léon de Montesquiou (1915)
- Irène Némirovsky (1942)

- Georges Politzer (1942)
- Charles Péguy (1914)
- Louis Pergaud (1915)
- André Ruplinger (1914)
- Antoine de Saint-Exupéry (1944)
- Louis de la Salle (1915)
- Victor Segalen (1919)
- Albert Thierry (1915)
- Georges Valois (1945)
- François Vernet (1945)
- Jean de la Ville de Mirmont (1914)
- Jean Zay (1944)

Kompozytorzy
- Jehan Alain (1940)
- Joseph Boulnois (1918)
- Émile Goué (1946)
- Fernand Halphen (1917)
- Maurice Jaubert (1940)
- René Vierne (1918)

...